# 여보야
여보야는 결혼·재혼 중개 서비스이다. 서비스 분류는 글램, 위피, 너랑나랑과 같은 매칭 서비스와 달리 결혼앱으로 분류되어 있고, 구글플레이 기준 사용자는 만16세 이상부터 사용이 가능하다.

## 1. 개요
2015년 7월 22일 구글 플레이스토어에 첫 출시를 하였고, 현재 누적 다운로드는 200만건이 넘었다고 한다.
iOS 버전은 동년 12월에 출시를 하였다. 홈페이지를 보면 2019년 5월에 100만 다운로드를 돌파했는데 2021년 6월 기준 200만 다운로드라고 한다. 4년동안 100만이었는데 2년만에 100만을 더 늘렸다. 짧은 기간은 아니지만 이정도면 앞선 4년의 시간이 허무할 정도인 것 같다.
여보야는 여성 유저가 사용하기 좋은 앱이다. 일단 기본적으로 여자는 무료다. 프로필 열람도, 메시지 보내는 것도 다 무료다. 남성은 프로필 열람도 메시지 보내는 것도 결제가 필요하다. 그래서 남성들의 불만이 많다.

## 2. 개발사
개발사는 (주)인포렉스다. 7월 29일자로 (주)여보야로 이름을 변경했다. 앱이름이랑 회사 이름이랑 똑같게 변경했다.
보통 매칭앱들은 대부분 신생회사들에서 만들었는데 여보야는 개발사가 상당히 오래됐다. 업계 업력이 생각보다 깊다.
1999년 설립한 이래로 클럽5678, 여보야, 방부장, 클럽라이브, 달빛라이브 외에도 이것 저것 많이 만들었다. 이 중에 가장 성공한 서비스가 여보야이다. 클럽5678은 흔히 아는 채팅앱이다.
2020년 기준 매출액 218억이다. 회사의 위치는 지방 쪽에 위치해 있다.
2022년 8월에 인력양성 및 지속적인 인재채용을 인정받아 2022 대한민국 일자리 으뜸기업에 선정되어 대통령 명의의 인증패를 수여받았다.

## 3. 매칭앱의 문제점
흔히 말하는 매칭앱의 문제점은 알바생 또는 허위 프로필이다. 메시지를 보내도 답이 없고, 프로필도 아무것도 작성 안되어 있는 사람들이다. 다행히도 여보야는 프로필을 작성해야만 메시지를 보낼 수 있어서 1차적으로 걸러진다. 다만 메시지를 보내도 답장 없는 경우도 있다.
프로필 작성 상태만 봐도 어느정도 대화가 되는 상대인지 볼 수 있어서 생각보다 잘 보고 선택 하면 대화가 쉽다. 다만 돈은 내야 한다. 대신에 사진은 필수가 아니다.
기본적으로 평균 연령대가 높아 어린 연령대의 아름다운 외모로 꼬시는 일반적인 매칭앱과는 분위기가 사뭇 다르다. 그래서 UI도 조금 올드한 부분이 있다.

## 4. 서비스 연혁

### 2015년
-7월 22일 구글 플레이스토어 첫 출시.
-12월 iOS 버전 출시

### 2016년
-

### 2017년
-결혼 앱 최초 50만 다운로드

### 2018년
-성혼 환불제 시행 : 성혼 성사(커플 매칭) 시 이용료를 100% 환불해주는 제도
-결혼지원금 시행 : 일정 연령 이하 유저가 혼인신고 증명 시 지원금 주는 제도
-출산축하금 시행 : 출산한 아이가 포함된 가족관계 증명서 제출 시 200만원 출산축하금 주는 제도

### 2019년
-누적 다운로드 100만 돌파
-과학기술정보통신부 장관 표창 수상

### 2020년
-야구팀 키움히어로즈 스폰서십 계약

### 2021년
-광주시 인포렉스, 고스트패스와 AI 업무 MOU 체결
-제1회 KOBACO 혁신 AD-Venture 대상 '우수상' 수상